# Pseudomethoca
Pseudomethoca (лат.) — род ос-немок из подсемейства Sphaeropthalminae. Западное полушарие.

## Распространение
Неотропика и Неарктика. Встречаются от США и Мексики на севере ареала до Центральной и Южной Америки.

## Описание
Мелкие и среднего размера пушистые осы-немки. Самки бескрылые, самцы крылатые. Самки оранжево-красные, желтовато-коричневые, а самцы почти чёрные (или с красноватыми отметинами на брюшке). От близких родов отличаются следующими признаками: пигидиум с латеральными килями; гипостомальный зубец не сильно выступающий и не изогнут апикально; голова квадратная и шире груди; задние углы головы ровные и незубцевидные; фсеточные глаза округлые; мезосома сужена посередине. Первый брюшной сегмент сидячий со вторым (не петиолевидный). Паразиты в гнёздах жалящих перепончатокрылых насекомых (различных пчёл), где они откладывают свои яйца в личинки хозяев этого гнезда. Личинки ос-немок питаются личинками хозяев в их гнёздах и там же окукливаются. В качестве хозяев отмечены пчёлы родов Augochlorella, Dialictus, Evylaeus, Nomia.

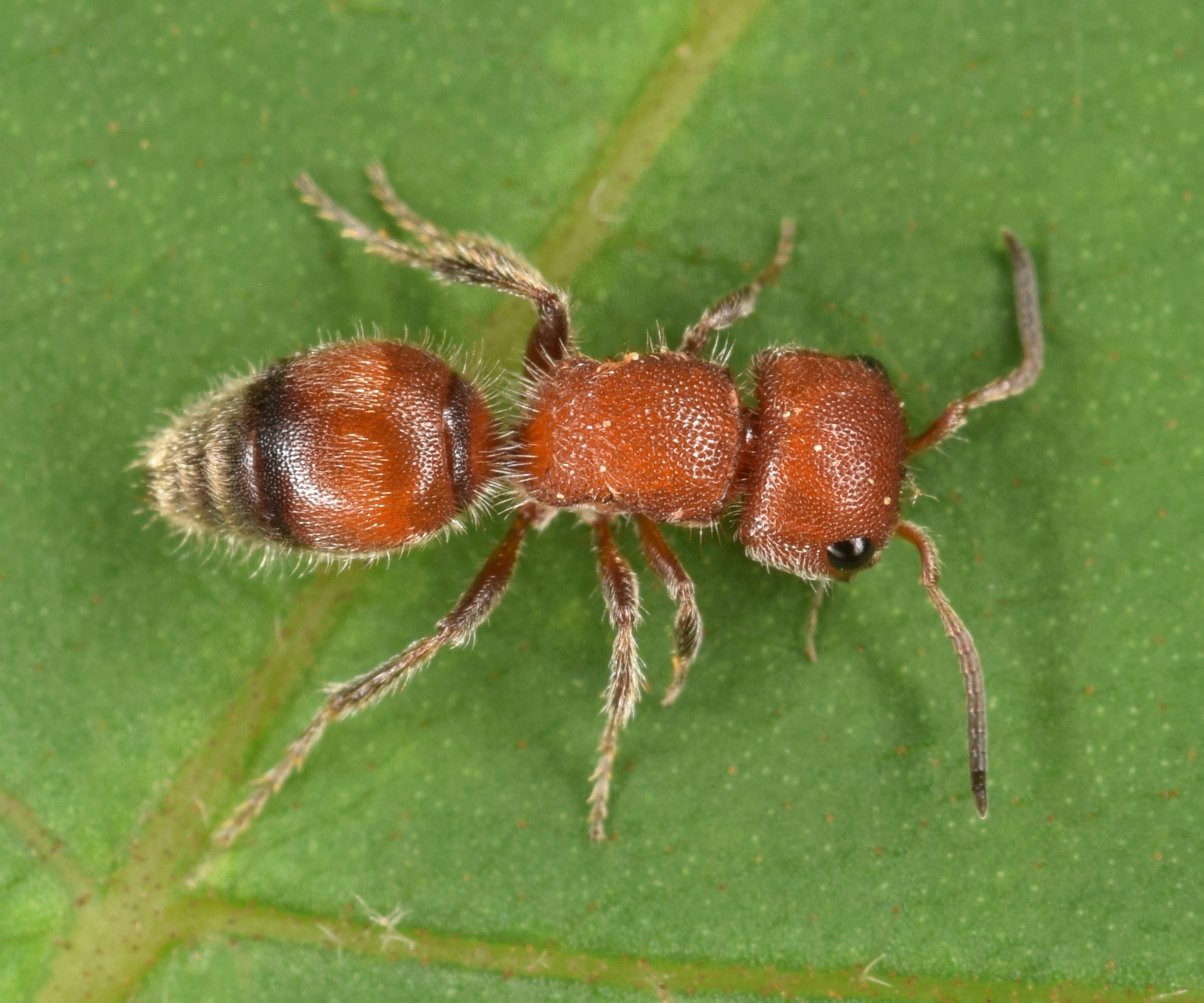
Pseudomethoca frigida
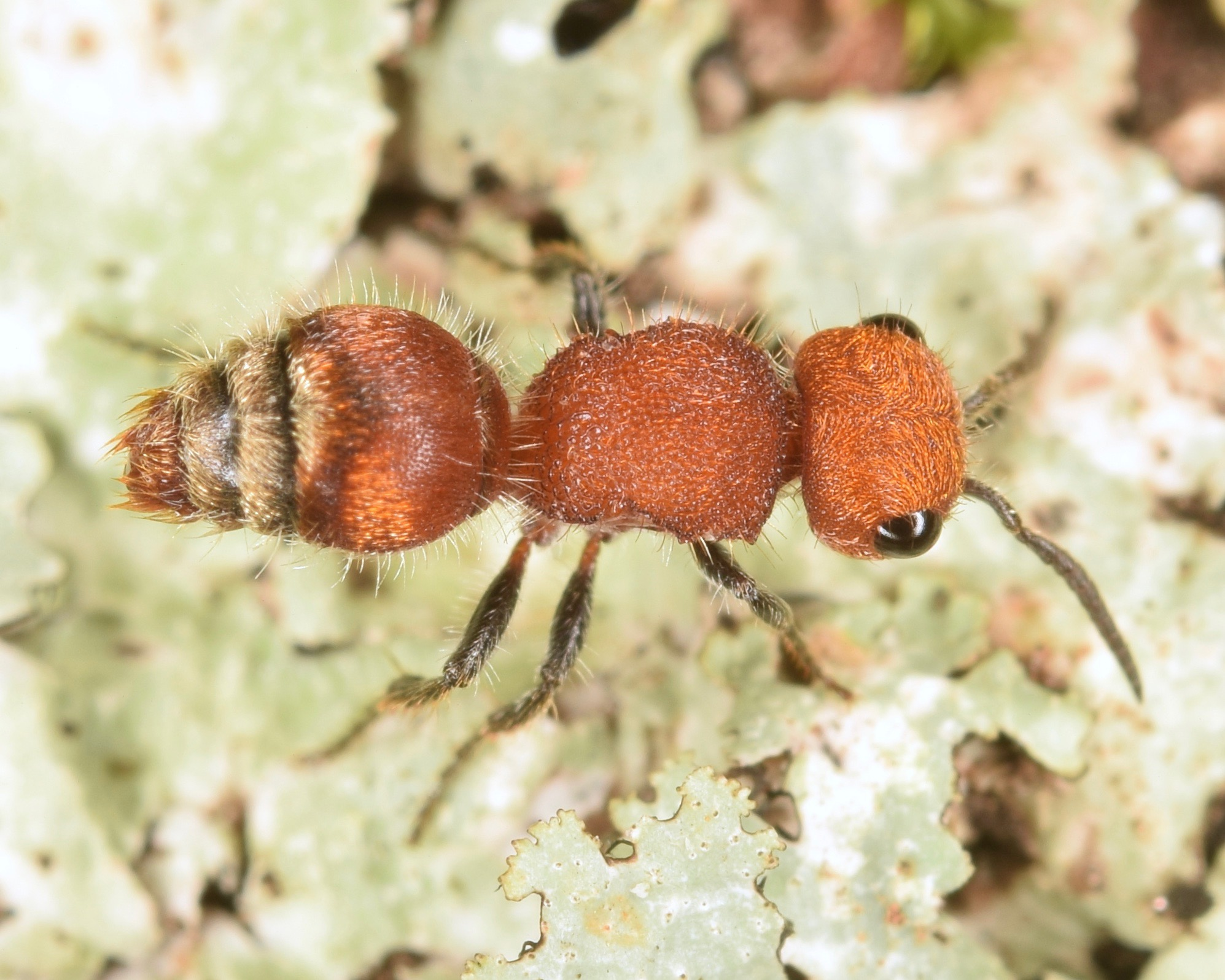
Pseudomethoca vanduzei

## Систематика
Более 20 видов
- Pseudomethoca anthracina (Fox 1892)
- Pseudomethoca athamas (Fox, 1899)
  - =Pseudomethoca dentifrontalis Bradley in Mickel, 1924 (syn. с 2023 года[3])
- Pseudomethoca bequaerti Mickel 1924
- Pseudomethoca brazoria (Blake 1871)
- Pseudomethoca contumax (Cresson, 1865) (syn. с 2023 года[3])
  - =Pseudomethoca albicoma Mickel, 1924
  - =Pseudomethoca contumeliosa Mickel, 1935
  - =Pseudomethoca manca Mickel, 1924
  - =Pseudomethoca oculissima Mickel, 1924
- Pseudomethoca diligibilis Mickel, 1952
- Pseudomethoca donaeanae (Cockerell & Fox 1897)
- Pseudomethoca flammigera Mickel 1924
- Pseudomethoca frigida (Smith 1855)
- Pseudomethoca hesperus Brothers, 1982
- Pseudomethoca meritoria Mickel
- Pseudomethoca nigricula Mickel
- Pseudomethoca oceola (Blake 1871)
- Pseudomethoca oculata (Banks 1921)
- Pseudomethoca paludata Mickel 1924
- Pseudomethoca peremptrix Williams, 2023[3]
- Pseudomethoca pergrata Cresson, 1902[4]
- Pseudomethoca pigmentata Mickel
- Pseudomethoca plagiata (Gerstäcker, 1874)
- Pseudomethoca praeclara (Blake 1886)
- Pseudomethoca propinqua (Cresson, 1865)
- Pseudomethoca puchella Mickel, 1952
- Pseudomethoca pumila Burmeister, 1855[4]
- Pseudomethoca quadrinotata Mickel 1938
- Pseudomethoca russeola Mickel
- Pseudomethoca sanbornii (Blake, 1871)
  - =Mutilla aeetis  Fox, 1899
- Pseudomethoca simillima (Smith, 1855)
- Pseudomethoca sonorae Williams, 2023[3]
- Pseudomethoca torrida Krombein, 1954
- Pseudomethoca transversa Brothers, 1982
- Pseudomethoca virgata Mickel, 1952
- Pseudomethoca wickhami (Cockerell & Casad, 1895)
  - =Pseudomethoca vanduzei Bradley, 1916 (syn. с 2023 года[3])